# Leindotteröl

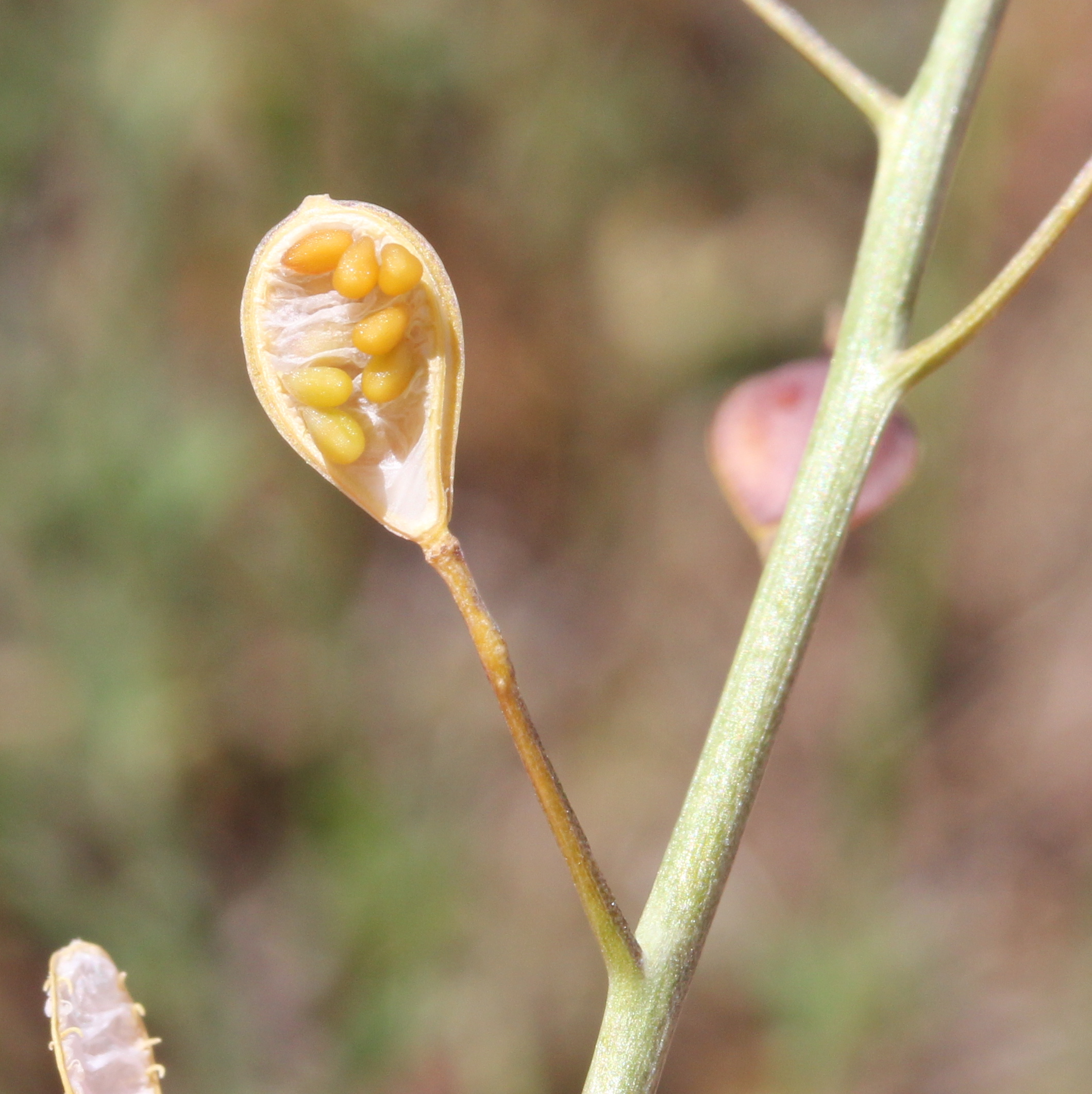
Leindotterfrucht mit Samen

Leindotteröl wird durch das Pressen aus den Samen des Leindotters gewonnen. Die Samen enthalten 28 bis 42 Prozent Öl mit einem sehr hohen Anteil an ungesättigten Fettsäuren. Es ist nicht mit Leinöl zu verwechseln.

## Eigenschaften
Das Öl wird aus den reifen Samen gewonnen und hat nach dem Absetzen der dunklen Farbpartikel eine satte gelbe bis gelbrote Farbe. Es ähnelt in Farbe dem Rapsöl. Bei Raumtemperatur ist es flüssig und trocknet recht schnell, die Erstarrungstemperatur liegt bei −11 bis −18 °C. Der Geruch wird als krautig oder „wie geschnittene Wiese“ beschrieben, der Geschmack ist leicht scharf und erinnert an Senföl. Neben einem reichen Fettsäurespektrum enthält das Öl sehr viele flüchtige Substanzen (verschiedene Alkohole, organische Säuren u. a.), Sterole und Tocopherole.

## Nutzung

### Ernährung
Leindotteröl ist eine von der EU geschützte „Garantiert traditionelle Spezialität“ (g. t. S.) – für die Ernährung ist es vor allem aufgrund des hohen Anteils an α-Linolensäure wertvoll, während der Anteil an Erucasäure unter 4 Prozent liegt. Im südösterreichischen Raum wird das Öl (Sprachgebrauch: „Dotteröl“) häufig als Hausmittel genutzt. Oral eingenommen soll es die Immunabwehr stärken, eingerieben fördert es die Wundheilung und lindert arthrotische Beschwerden. In verschiedenen Studien an Hausschweinen und Menschen wurde zudem eine Cholesterinspiegel-senkende Eigenschaft des Leindotteröls festgestellt, die der von Raps- und Olivenöl vergleichbar ist. In der pharmazeutischen Industrie und im Bereich der Kosmetikherstellung wird wie bei der Ernährung vor allem die α-Linolensäure geschätzt. Dieser Anteil soll durch weitere Züchtungen noch erhöht werden. Auch bei der Herstellung von Lampenölen kann Leindotteröl verwendet werden.

### Industrie
Auch in der technischen Industrie ist Leindotteröl interessant. Aufgrund seiner schnell trocknenden Eigenschaften ist es ähnlich wie Leinöl in der Oleochemie für die Herstellung von Lacken, Farben und von ölbasierten Polymeren nutzbar. Durch Veresterung lassen sich aus dem Öl zudem langkettige und sehr langkettige Wachsester in hohen Ausbeuten von etwa 90 % gewinnen, die als Grundstoffe in der Pharmazie, Kosmetikherstellung und Spezial-Schmiermittel Verwendung finden können.
Leindotteröl ist zudem als Pflanzenölkraftstoff einsetzbar und hat bei niedrigeren Temperaturen bessere Eigenschaften im Startverhalten als etwa Rapsöl, die Nutzung ist allerdings nicht etabliert und entsprechende Aussagen nicht empirisch zu stützen. In Form von Plantanol DX 52 wird Leindotteröl auch als Additiv in Dieselkraftstoff verwendet. In einem Forschungsprojekt der Universität Rostock wurden die Eigenschaften von Leindotteröl beim Einsatz als Treibstoff für moderne Schlepper getestet. Dabei ergab sich, dass eine 30:70-Mischung aus kaltgepresstem Leindotter- und Rapsöl in pflanzenöltauglichen Motoren ohne größere Probleme eingesetzt werden kann, aufgrund einer größeren Verkokung der Düsen (Kokstrompetenbildung an den Injektoren) aber nicht angeraten wird.
In der Luftfahrt werden Gemische aus herkömmlichen Kerosin und aus Leindotter gewonnenem Kraftstoff getestet. Am 20. Juni 2011 überquerte eine Boeing 747-8 den Atlantik als erste große Verkehrsmaschine mit einem Gemisch aus Kerosin (85 %) und Treibstoff aus Leindotteröl (15 %). Für den Versuch mussten keine Veränderungen am Flugzeug, den Triebwerken oder Betriebsabläufen vorgenommen werden.
Am 21. August 2013 realisierte die chilenische Fluggesellschaft LATAM Airlines den ersten kommerziellen Flug mit einem Gemisch von 33 % Treibstoff aus Leindotteröl und 67 % herkömmlichem Kerosin. Der Flug wurde mit einem Airbus A320 zwischen den kolumbianischen Städten Bogotá und Cali durchgeführt.

## Analytik

Allgemeine chemische Struktur von Pflanzenölen – wie Leindotteröl – (R^{1}, R^{2} und R^{3} sind Alkyl- oder Alkenylreste mit einer meist ungeraden Anzahl von Kohlenstoffatomen): Triester des Glycerins.

Zur zuverlässigen qualitativen und quantitativen Bestimmung der Fettsäuren in den verschiedenen Lipidklassen und der Fettbegleitsubstanzen des Unverseifbaren wird die Gaschromatographie in Kopplung mit der Massenspektrometrie nach adäquater Probenvorbereitung eingesetzt.